# Anchon ximenes
Anchon ximenes är en insektsart som beskrevs av Capener 1953. Anchon ximenes ingår i släktet Anchon och familjen hornstritar. Inga underarter finns listade i Catalogue of Life.